# Тарауасі
Тарауасі (Tarawasi) — давня фортеця часів існування імперії інків Тауантінсую. У свій час захищала підходи до столиці держави Куско. Є архітектурною пам'яткою Перу. Знаходиться на відомоюму туристичному маршруті — «Шляху Інків». Назва з кечуа перекладається як Дім тари («тара» — місцева назва невеличкого деревця з бобових цезальпініїв — Caesalpinia spinosa).

## Географія
Розташовано на висоті 2700 м над рівнем моря, на відстані 2 км від м.Ліматамбо та 76 км від Куско в бік Абанкая. Знаходить в округу Ліматамбо провінції Анта регіону Куско.

## Історія
Час спорудження Тарауасі невідомо. Ймовірно це сталося в імперський період держави інків. На думку дослідників його заклав Інка Пачакутек або Тупак Юпанкі. Більшість дослідників схильні приписувати це першому, оскільки в часи володарювання Пачакутека влада інків за межами долини Куско ще не була певною. Тарауасі попервах було потужною фортецею-пукара і повинно було захищати шлях до долини та самої столиці імперії Куско.
З часом перетворилося на одну з резиденцій Сапа Інки (імператора) та місця перебування жерців. Тарауасі також було місцем проведення численних ритуальних церемоній, зокрема «данина землі». Сама назва міста, на думку низки дослідників, свідчить про можливе розміщення тут значних комор, де зберігалися бобові.
Час занепаду та залишення міста невідомі. Напевне це відбулося в час іспанського загарбання держави інків. Деякий час була фортецею Інків Вількабамби на чолі із Манко Юпанкі. За його час Тарауасі стало місцем жорстоких боїв.

## Опис
З усіх будівель найкраще зберігся храм Сонця. На вигляд є прямокутною платформою, побудованою з великих гранітних блоків, що мають, зазвичай понад 6 кутів. Розташована прямокутна споруда, зверху основної конструкції з 28 нішами, проте відсутні помітні входи та виходи. Об'єкт вражає якістю довгої та тонкої полігональної кладки, саме тут стародавні будівельники зовсім переступили за межу реальності і немов з пластилінових гранітних блоків звели споруду. Гранітні блоки платформи мають опуклу зовнішню форму. Багато з них вкриті помаранчевим лишайником, які надають стінам красивий медовий колір.